# محمد آل بو حسين
محمد علي آل بوحسين مواليد 6 يوليو 2002، هو لاعب كرة قدم سعودي لعب سابقاً في نادي النور.